# Mistrovství Československa v orientačním běhu 1978
Mistrovství Československé socialistické republiky v orientačním běhu proběhlo v roce 1978 ve třech individuálních disciplínách a jedné týmové.

## Mistrovství ČSSR na dlouhé trati
| Datum závodu   | 29. 4. 1978 |  | Místo konání    | Ptení |  | Pořadatel       | KOB ZPV Prostějov |
| Ředitel závodu |             |  | Hlavní rozhodčí |       |  | Stavitelé tratí |                   |
| Název mapy     | Polesí      |  | Web závodu      |       |  | Výsledky závodu |                   |

| Zkrácené výsledky             | Zkrácené výsledky  | Zkrácené výsledky              | Zkrácené výsledky | Zkrácené výsledky | Zkrácené výsledky | Zkrácené výsledky | Zkrácené výsledky | Zkrácené výsledky | Zkrácené výsledky |
| Pořadí                        | H21 – muži         | H21 – muži                     | H21 – muži        | H21 – muži        | Pořadí            | D21 – ženy        | D21 – ženy        | D21 – ženy        | D21 – ženy        |
| ----------------------------- | ------------------ | ------------------------------ | ----------------- | ----------------- | ----------------- | ----------------- | ----------------- | ----------------- | ----------------- |
| Zlatá medaile                 | Jaroslav Kačmarčík | VSK VŠB TU Ostrava             | 2:21:53           |                   |                   |                   |                   |                   |                   |
| Stříbrná medaile              | Pavel Ditrych      | USK Praha                      | 2:23:30           | +1:37             |                   |                   |                   |                   |                   |
| Bronzová medaile              | Zdeněk Lenhart     | VSK Mendelu Brno               | 2:25:38           | +3:45             |                   |                   |                   |                   |                   |
| 4                             | Robert Zdráhal     | VSK VŠB TU Ostrava             | 2:25:59           | +4:06             |                   |                   |                   |                   |                   |
| 5                             | Evžen Cigoš        | Slovensko                      | 2:26:58           | +5:05             |                   |                   |                   |                   |                   |
| 6                             | Jaromír Gorný      | VSK VŠB TU Ostrava             | 2:28:57           | +7:04             |                   |                   |                   |                   |                   |
| 7                             | Petr Uher          | OK Jiskra Nový Bor             | 2:29:33           | +7:40             |                   |                   |                   |                   |                   |
| 8                             | Štefan Máj         | TJ Slávia Farmaceut Bratislava | 2:29:36           | +7:43             |                   |                   |                   |                   |                   |
| 9                             | Antonín Sklenář    | Lokomotiva Olomouc             | 2:29:38           | +7:45             |                   |                   |                   |                   |                   |
| 10                            | Eduard Richters    | MLOK Mariánské Lázně           | 2:34:45           | +12:52            |                   |                   |                   |                   |                   |
| << předchozí • následující >> |                    |                                |                   |                   |                   |                   |                   |                   |                   |

Souhrnné informace naleznete v článku Mistrovství Československa na dlouhé trati.

## Mistrovství ČSSR v nočním OB
| Datum závodu   | 30. 9. 1978 |  | Místo konání    | Chuchelná |  | Pořadatel       | VSK VŠB TU Ostrava |
| Ředitel závodu |             |  | Hlavní rozhodčí |           |  | Stavitelé tratí |                    |
| Název mapy     | Smíšená     |  | Web závodu      |           |  | Výsledky závodu |                    |

| Zkrácené výsledky             | Zkrácené výsledky       | Zkrácené výsledky               | Zkrácené výsledky       | Zkrácené výsledky       | Zkrácené výsledky | Zkrácené výsledky       | Zkrácené výsledky               | Zkrácené výsledky       | Zkrácené výsledky       |
| Pořadí                        | H21 – muži              | H21 – muži                      | H21 – muži              | H21 – muži              | Pořadí            | D21 – ženy              | D21 – ženy                      | D21 – ženy              | D21 – ženy              |
| ----------------------------- | ----------------------- | ------------------------------- | ----------------------- | ----------------------- | ----------------- | ----------------------- | ------------------------------- | ----------------------- | ----------------------- |
| Zlatá medaile                 | Oldřich Pilc            | KOS TJ Lokomotiva Krnov         | 1:05:32                 |                         | Zlatá medaile     | Miroslava Hudečková     | KOS TJ Tesla Brno               | 57:40                   |                         |
| Stříbrná medaile              | Jaroslav Kačmarčík      | VSK VŠB TU Ostrava              | 1:07:25                 | +1:53                   | Stříbrná medaile  | Jiřina Nováková         | Rudá hvězda Hradec Králové      | 1:02:53                 | +5:13                   |
| Bronzová medaile              | Jindřich Kunc           | VSK ČVUT Fakulta Stavební Praha | 1:08:46                 | +3:14                   | Bronzová medaile  | Anna Gavendová          | TJ TŽ Třinec                    | 1:04:46                 | +7:06                   |
| 4                             | Jiří Cabrnoch           | VSK ČVUT Fakulta Stavební Praha | 1:10:27                 | +4:55                   | 4                 | Naděžda Hořínková       | TJ Gottwaldov                   | 1:12:42                 | +15:02                  |
| 5                             | Jiří Ticháček           | TJ Jičín                        | 1:11:35                 | +6:03                   | 5                 | Libuše Isopová          | SKOB Slaný                      | 1:16:31                 | +18:51                  |
| 6                             | Evžen Kostka            | TJ Opava                        | 1:11:36                 | +6:04                   | 6                 | Jindra Kozelková        | TJ Lokomotiva Chomutov          | 1:16:38                 | +18:58                  |
| 7                             | Ivan Hertel             | TJ Gottwaldov                   | 1:14:59                 | +9:27                   | 7                 | Vladimíra Brumková      | VSK ČVUT Fakulta Stavební Praha | 1:18:45                 | +21:05                  |
| 8                             | Zdeněk Tutsch           | VSK Mendelu Brno                | 1:17:43                 | +12:11                  | 8                 | Michaela Koblížková     | Slovan Jindřichův Hradec        | 1:32:57                 | +35:17                  |
| 9                             | Josef Rančák            | OK Jiskra Nový Bor              | 1:18:15                 | +12:43                  |                   |                         |                                 |                         |                         |
| 10                            | Jan Pávek               |                                 | 1:20:38                 | +15:06                  |                   |                         |                                 | 00:00                   |                         |
| Pořadí                        | H19 – junioři           | H19 – junioři                   | H19 – junioři           | H19 – junioři           | Pořadí            | D19 – juniorky          | D19 – juniorky                  | D19 – juniorky          | D19 – juniorky          |
| Zlatá medaile                 | Jiří Konopáč            | TJ Jičín                        | 1:01:45                 |                         | Zlatá medaile     | Kateřina Keclíková      | USK Praha                       | 45:01                   |                         |
| Stříbrná medaile              | Zdeněk Zuzánek          | OOB Vamberk                     | 1:18:46                 | +17:01                  | Stříbrná medaile  | Blanka Šrámková         | OK Jiskra Nový Bor              | 55:28                   | +10:27                  |
| Bronzová medaile              | Marian Lanc             | TJ TŽ Třinec                    | 1:26:15                 | +24:30                  | Bronzová medaile  | Ivana Dvořáková         | USK Praha                       | 58:22                   | +13:21                  |
| Pořadí                        | H17 – starší dorostenci | H17 – starší dorostenci         | H17 – starší dorostenci | H17 – starší dorostenci | Pořadí            | D17 – starší dorostenky | D17 – starší dorostenky         | D17 – starší dorostenky | D17 – starší dorostenky |
| Zlatá medaile                 | Jozef Pollák            | Iskra Smrečina Banská Bystrica  | 53:21                   |                         | Zlatá medaile     | Jiřina Macounová        | USK Praha                       | 43:20                   |                         |
| Stříbrná medaile              | Petr Ďoubalík           | Rudá hvězda Hradec Králové      | 54:00                   | +0:39                   | Stříbrná medaile  | Irena Bártová           | Rudá hvězda Hradec Králové      | 46:25                   | +3:05                   |
| Bronzová medaile              | Josef Šuler             | KOS TJ Tesla Brno               | 54:55                   | +1:34                   | Bronzová medaile  | Štěpánka Kudrnáčová     | Rudá hvězda Hradec Králové      | 47:31                   | +4:11                   |
| Pořadí                        | H15 – mladší dorostenci | H15 – mladší dorostenci         | H15 – mladší dorostenci | H15 – mladší dorostenci | Pořadí            | D15 – mladší dorostenky | D15 – mladší dorostenky         | D15 – mladší dorostenky | D15 – mladší dorostenky |
| Zlatá medaile                 | Jaroslav Matyk          | SOOB Spartak Rychnov n.Kn.      | 34:21                   |                         | Zlatá medaile     | Irena Pojezdná          | TJ Gottwaldov                   | 32:37                   |                         |
| Stříbrná medaile              | Karel Hovořák           | TJ Zbrojovka Vsetín             | 36:07                   | +1:46                   | Stříbrná medaile  | Jana Chramostová        | TJ Jičín                        | 35:15                   | +2:38                   |
| Bronzová medaile              | Libor Slezák            | OOB TJ Slovan Luhačovice        | 36:55                   | +2:34                   | Bronzová medaile  | Yveta Doškářová         | OK Jiskra Nový Bor              | 43:02                   | +10:25                  |
| << předchozí • následující >> |                         |                                 |                         |                         |                   |                         |                                 |                         |                         |

Souhrnné informace naleznete v článku Mistrovství Československa v nočním orientačním běhu.

## Mistrovství ČSSR jednotlivců (klasická trať)
| Datum závodu   | 7. 10. 1978 |  | Místo konání    | Zvolen - Stará Kremnička |  | Pořadatel       | VŠLD Zvolen |
| Ředitel závodu |             |  | Hlavní rozhodčí |                          |  | Stavitelé tratí |             |
| Název mapy     | Rana        |  | Web závodu      |                          |  | Výsledky závodu |             |

| Zkrácené výsledky             | Zkrácené výsledky       | Zkrácené výsledky              | Zkrácené výsledky       | Zkrácené výsledky       | Zkrácené výsledky | Zkrácené výsledky       | Zkrácené výsledky          | Zkrácené výsledky       | Zkrácené výsledky       |
| Pořadí                        | H21 – muži              | H21 – muži                     | H21 – muži              | H21 – muži              | Pořadí            | D21 – ženy              | D21 – ženy                 | D21 – ženy              | D21 – ženy              |
| ----------------------------- | ----------------------- | ------------------------------ | ----------------------- | ----------------------- | ----------------- | ----------------------- | -------------------------- | ----------------------- | ----------------------- |
| Zlatá medaile                 | Zdeněk Lenhart          | VSK Mendelu Brno               | 1:21:11                 |                         | Zlatá medaile     | Dobra Janotová          | USK Praha                  | 51:17                   |                         |
| Stříbrná medaile              | Robert Zdráhal          | VSK VŠB TU Ostrava             | 1:24:17                 | +3:06                   | Stříbrná medaile  | Naděžda Hořínková       | TJ Gottwaldov              | 54:20                   | +3:03                   |
| Bronzová medaile              | Ján Cieker              | LD Tvrdošín                    | 1:27:33                 | +6:22                   | Bronzová medaile  | Miroslava Hudečková     | KOS TJ Tesla Brno          | 55:38                   | +4:21                   |
| 4                             | Jiří Sýkora             | TJ Jičín                       | 1:29:40                 | +8:29                   | 4                 | Anna Gavendová          | TJ TŽ Třinec               | 57:54                   | +6:37                   |
| 5                             | Jiří Ticháček           | TJ Jičín                       | 1:30:42                 | +9:31                   | 5                 | Svatava Nováková        | USK Praha                  | 58:32                   | +7:15                   |
| 6                             | Antonín Sklenář         | Lokomotiva Olomouc             | 1:31:47                 | +10:36                  | 6                 | Olga Nejedlá            | TJ Gottwaldov              | 1:00:10                 | +8:53                   |
| 7                             | Pavel Krajča            | VSK Mendelu Brno               | 1:32:47                 | +11:36                  | 7                 | Marie Picková           | TJ Jičín                   | 1:00:24                 | +9:07                   |
| 8                             | Evžen Cigoš             | VSK Mendelu Brno               | 1:32:53                 | +11:42                  | 8                 | Jana Drahoňovská        | TJ Jičín                   | 1:02:08                 | +10:51                  |
| 9                             | Jaroslav Kačmarčík      | VSK VŠB TU Ostrava             | 1:36:41                 | +15:30                  | 9                 | Dana Ticháčková         | TJ Jičín                   | 1:04:00                 | +12:43                  |
| 10                            | Pavel Ditrych           | USK Praha                      | 1:36:48                 | +15:37                  | 10                | Renata Vlachová         | VSK VŠB TU Ostrava         | 1:06:17                 | +15:00                  |
| Pořadí                        | H19 – junioři           | H19 – junioři                  | H19 – junioři           | H19 – junioři           | Pořadí            | D19 – juniorky          | D19 – juniorky             | D19 – juniorky          | D19 – juniorky          |
| Zlatá medaile                 | Jaroslav Piják          | TJ Slávia Farmaceut Bratislava | 1:00:06                 |                         | Zlatá medaile     | Ivana Dvořáková         | USK Praha                  | 53:02                   |                         |
| Stříbrná medaile              | Karol Hierweg           | TJ Slávia Farmaceut Bratislava | 1:00:32                 | +0:26                   | Stříbrná medaile  | Kateřina Keclíková      | USK Praha                  | 53:27                   | +0:25                   |
| Bronzová medaile              | Ivan Uvizl              | VSK VŠB TU Ostrava             | 1:01:37                 | +1:31                   | Bronzová medaile  | Renata Kordová          | Rudá hvězda Hradec Králové | 53:45                   | +0:43                   |
| Pořadí                        | H17 – starší dorostenci | H17 – starší dorostenci        | H17 – starší dorostenci | H17 – starší dorostenci | Pořadí            | D17 – starší dorostenky | D17 – starší dorostenky    | D17 – starší dorostenky | D17 – starší dorostenky |
| Zlatá medaile                 | František Vosecký       | OK Jiskra Nový Bor             | 47:40                   |                         | Zlatá medaile     | Eva Láníčková           | KOS TJ Tesla Brno          | 42:57                   |                         |
| Stříbrná medaile              | Jozef Pollák            | Iskra Smrečina Banská Bystrica | 47:46                   | +0:06                   | Stříbrná medaile  | Iva Lázničková          | TJ Gottwaldov              | 44:48                   | +1:51                   |
| Bronzová medaile              | Pavol Bednár            | Iskra Smrečina Banská Bystrica | 53:03                   | +5:23                   | Bronzová medaile  | Jana Fialová            | TJ Gottwaldov              | 45:38                   | +2:41                   |
| Pořadí                        | H15 – mladší dorostenci | H15 – mladší dorostenci        | H15 – mladší dorostenci | H15 – mladší dorostenci | Pořadí            | D15 – mladší dorostenky | D15 – mladší dorostenky    | D15 – mladší dorostenky | D15 – mladší dorostenky |
| Zlatá medaile                 | Jaroslav Matyk          | SOOB Spartak Rychnov n.Kn.     | 44:41                   |                         | Zlatá medaile     | Sylva Bezecná           | TJ Baník Ostrava OKD       | 43:12                   |                         |
| Stříbrná medaile              | Michal Smutný           | OOB Vamberk                    | 45:56                   | +1:15                   | Stříbrná medaile  | Irena Pojezdná          | TJ Gottwaldov              | 43:41                   | +0:29                   |
| Bronzová medaile              | Karel Hovořák           | TJ Zbrojovka Vsetín            | 49:35                   | +4:54                   | Bronzová medaile  | Jana Weberová           | Rudá hvězda Hradec Králové | 44:17                   | +1:05                   |
| << předchozí • následující >> |                         |                                |                         |                         |                   |                         |                            |                         |                         |

Souhrnné informace naleznete v článku Mistrovství Československa v orientačním běhu na klasické trati.

## Mistrovství ČSSR štafet
| Datum závodu   | 8. 10. 1978 |  | Místo konání    | Zvolen - Stará Kremnička |  | Pořadatel       | VŠLD Zvolen |
| Ředitel závodu |             |  | Hlavní rozhodčí |                          |  | Stavitelé tratí |             |
| Název mapy     | Rana        |  | Web závodu      |                          |  | Výsledky závodu |             |

Souhrnné informace naleznete v článku Mistrovství Československa v orientačním běhu štafet.